# Vicejefe de Estado Mayor del Ejército de los Estados Unidos

Bandera

El vicejefe de Estado Mayor del Ejército de los Estados Unidos (en inglés: Vice Chief of Staff of the United States Army) es el segundo jefe de esta rama militar.
El cargo de vicejefe de Estado Mayor permanece vacante tras la salida del general Randy A. George en septiembre de 2023. Había asumido en 2022 sustituyendo a Joseph M. Martin.